# Wilhelm Schäfer
Wilhelm Schäfer född 20 januari 1868 i Ottrau, död 19 januari 1952, var en tysk författare.
Schäfer arbetade som lärare till 1896 då han fick ett stipendium av Cotta-verlag för att studera i Schweiz och Frankrike. 1898 försörjde han sig som författare i Berlin. Han bodde i Vallendar från 1900 till 1915 och från 1918 till sin död 1952, bodde han i Bodman-Ludwigshafen.
Hans verk, drama, romaner och korta prosastycken, var naturalistiska i sin stil.
Från 1900 till 1920 publicerade han tidningen Die Rheinlande. Viktiga romaner var "Die unterbrochene Rheinfahrt" (1913) och "Hölderlins Einkehr" (1925).